# Bataillon der Verteidiger der Sprache
Das Bataillon der Verteidiger der Sprache (hebr. Gedud Meginei HaSafa; engl. Battalion for the Defence of the Language) war eine kleine, aber militante Körperschaft, die in den 1920er Jahren von jüdischen Schülern des Hebräischen Herzlia-Gymnasiums in Tel Aviv, Palästina, gegründet wurde, um die Juden im Jischuw zu ermutigen, ausschließlich Hebräisch zu verwenden.

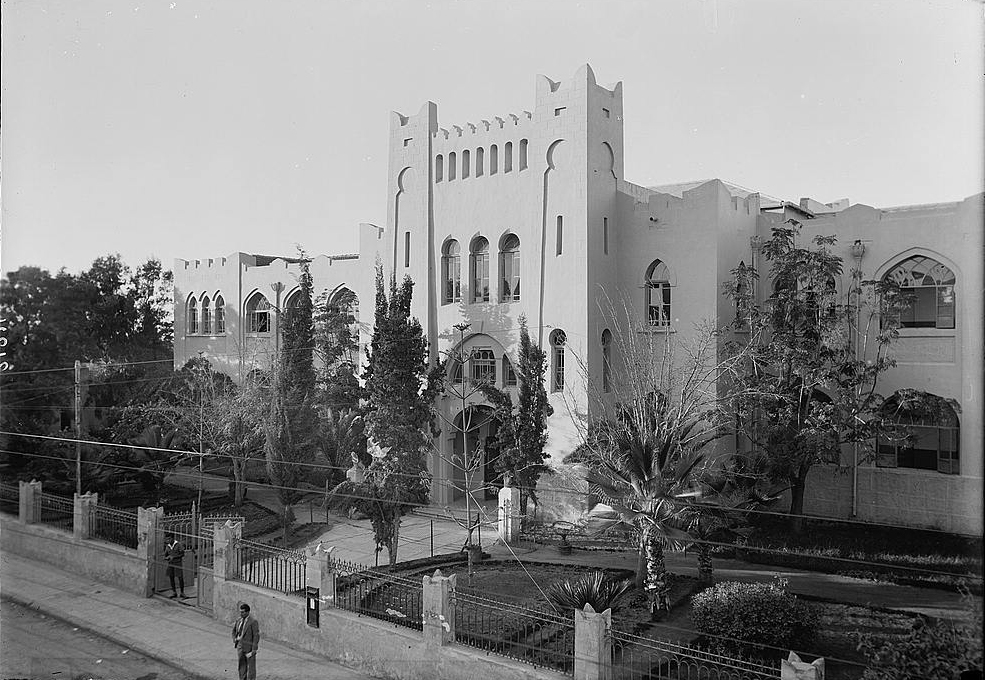
Gymnasium Herzlia (1936)

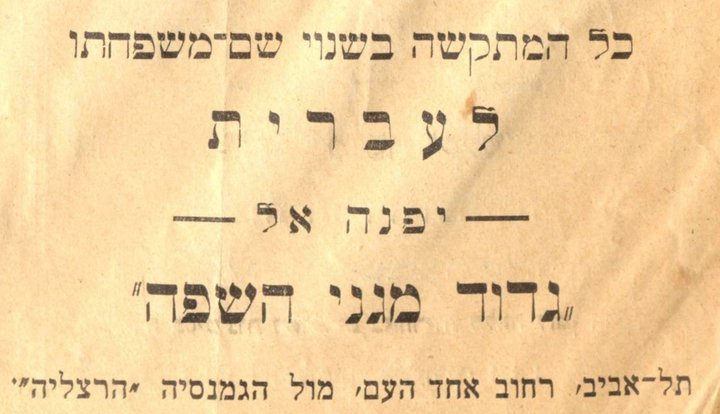
„Wer Schwierigkeiten hat, seinen Nachnamen in Hebräisch zu ändern, soll sich an das Bataillon der Sprachverteidiger wenden.“ Ankündigung in Tel Aviv, 1926

## Geschichte
Die Gruppe widersetzte sich unter dem Motto „Hebräer [d. h. Jude], sprich Hebräisch!“ (hebräisch עברי, דבר עברית) der Verwendung anderer Sprachen. Ihre prominentesten Unterstützer waren Mordecai ben Hillel Hacohen  (1856–1936), ein jüdischer Schriftsteller, Zionist und einer der Gründer von Tel Aviv, und Zwi Jehuda Kook, der Sohn des Oberrabbiners Abraham Isaak Kook.
Die jüdische Presse neigte dazu (meist auf Jiddisch), die Gruppe als „eine Bande fanatischer, unverschämter Ganoven“ darzustellen, und obwohl sie gelegentlich in Gewaltakte verwickelt war, habe sie sie meistens „wie ein patriotischer Wachhund, der laut bellt und die Zähne fletscht, aber nur selten wirklich zubeißt“, gehandelt.

Den Jiddisten Marion Aptroot und Roland Gruschka zufolge versuchte die Gruppe, 

„Drucker und Kioskbetreiber, die sich an Herstellung und Vertrieb jiddischer Zeitschriften beteiligten, durch Brandstiftungen einzuschüchtern und unerwünschte Veranstaltungen gewaltsam zu stören.“

Am 15. August 1929, dem jüdischen Trauertag Tischa beAv, erhoben sich 300 junge Menschen, angeführt von Jeremiah Halpern, die hauptsächlich der Gruppe entstammten, mit einigen aus Betar und anderen Jugendbewegungen, hielten politische Reden, hissten die zionistische Flagge und sangen die zionistische Hymne an der Mauer. Eine muslimische Gegendemonstration am nächsten Tag wurde von Gewaltausbrüchen begleitet und führte in der Folge zum Massaker von Hebron (1929).

Der Autor Michael Brenner merkt zu der Gruppe an: 

„Ihre Mitglieder nahmen es dem Philosophen Martin Buber ebenso übel, daß er einen Vortrag auf Deutsch hielt, wie sie die Initiative der Einrichtung eines Lehrstuhls für Jiddisch mit Steinwürfen auf die Universität beantworteten.“

1935 war der Jiddische Schriftsteller- und Journalistenverband (mit seinerzeit etwa 20 Mitgliedern) in Tel Aviv von randalierenden Eiferern aus dieser Gruppe überfallen worden.